# 洛格科拉內山
72°8′S 22°28′E / 72.133°S 22.467°E
洛格科拉內山是南極洲的山峰，位於毛德皇后地的朗希爾德公主海岸，屬於南龍達訥山脈的一部分，處於巴姆塞山以北13公里，由挪威製圖師根據空中照片繪入地圖。